# Thüringer Landespokal 2007/08
Der Thüringer Landespokal 2007/08 war die 18. Saison des Thüringer Landespokals im Fußball.
Das Finale fand am 13. Mai 2008 statt, bei dem sich der FC Rot-Weiß Erfurt gegen den ZFC Meuselwitz mit 1:0 n. V. durchsetzte und den Titel gewann. FC Rot-Weiß Erfurt qualifizierte sich damit für die erste Runde des DFB-Pokals 2008/09.

## Qualifikation und Spielmodus
Für den Thüringer Landespokal sind automatisch alle Drittliga-, Regionalliga-, Oberliga-, Thüringenliga- und Landesklassevereine Thüringens qualifiziert. Außerdem qualifizieren sich die neun Kreispokalsieger. Seit der Saison 2007/08 darf jedoch pro Verein nur noch eine Mannschaft teilnehmen.
Er wird in sechs Runden, zuzüglich einer Qualifikationsrunde, im K.-o.-System ausgetragen. Die jeweiligen Paarungen werden im Losverfahren ermittelt. Der unterklassige Verein hat (mit Ausnahme des Finals) immer Heimrecht, bei Klassengleichheit der Erstgezogene. Jede Mannschaft hat pro Runde nur ein Spiel, welches bei einem Unentschieden nach 90 Minuten verlängert und ggf. im Elfmeterschießen entschieden wird. Die Drittligisten sowie einige ausgeloste Mannschaften haben in der ersten Runde des Wettbewerbes ein Freilos.

## Vorrunde
Die Vorrunde des Thüringer Landespokals 2007/08 fand am 10., 11., 12. und 15. August 2007 statt.
| Datum                      |                                   | Ergebnis  |                                 |
| -------------------------- | --------------------------------- | --------- | ------------------------------- |
| 10. August 2007, 14:00 Uhr | SG Geraberg/Elgersburg            | 0:3       | SV Germania Ilmenau             |
| 11. August 2007, 14:00 Uhr | SV Unterwellenborn                | 1:3       | SV Schmölln 1913                |
| 11. August 2007, 14:00 Uhr | FV Gera-Süd                       | 0:1       | TSG Bad Blankenburg             |
| 11. August 2007, 14:00 Uhr | VfB Artern 1919                   | 1:3       | FC Thüringen Weida              |
| 11. August 2007, 14:00 Uhr | 1. FC Sonneberg 04                | 0:5       | SV 08 Steinach                  |
| 11. August 2007, 14:00 Uhr | SV Empor Buttstädt                | 2:1       | FC Einheit Rudolstadt           |
| 11. August 2007, 14:00 Uhr | SV EK Veilsdorf                   | 0:3       | SG Rudisleben/Arnstadt          |
| 11. August 2007, 14:00 Uhr | FSV 04 Viernau                    | 2:0 n. V. | SV 1925 Borsch                  |
| 11. August 2007, 14:00 Uhr | FC Schwallungen                   | 0:6       | FSV Wacker 03 Gotha             |
| 11. August 2007, 14:00 Uhr | ESV Lok Erfurt                    | 1:5       | SV Empor Erfurt                 |
| 11. August 2007, 14:00 Uhr | SV 1879 Ehrenhain                 | 1:2       | FSV Grün-Weiss Blankenhain      |
| 11. August 2007, 14:00 Uhr | SG FC Blau-Weiß Dachwig/Döllstädt | 1:3 n. V. | FC Motor Zeulenroda             |
| 11. August 2007, 14:00 Uhr | EFC Ruhla 08                      | 3:4       | Wacker Nordhausen               |
| 11. August 2007, 14:00 Uhr | SC Leinefelde 1912                | 0:1       | Union Mühlhausen                |
| 11. August 2007, 14:00 Uhr | FSV Sömmerda                      | 4:2       | FC Gebesee 1921                 |
| 12. August 2007, 14:00 Uhr | SV Isolator Neuhaus-Schierschnitz | 0:1       | FSV Ulstertal Geisa             |
| 12. August 2007, 14:00 Uhr | VfL Meiningen 04                  | 5:2       | SG Glücksbrunn Schweina         |
| 12. August 2007, 14:00 Uhr | SV Grün-Weiß Siemerode            | 3:2       | 1. SC 1911 Heiligenstadt        |
| 12. August 2007, 14:00 Uhr | FC Wacker 1914 Teistungen         | 3:4       | SG Eisenach                     |
| 12. August 2007, 14:00 Uhr | SG Altengottern/Welsbach          | 2:0       | SSV 07 Schlotheim               |
| 12. August 2007, 14:00 Uhr | SV Motor Altenburg                | 2:1       | SV Blau Weiß Niederpöllnitz     |
| 15. August 2007, 18:00 Uhr | SG Traktor Teichel                | 0:3       | SV Blau-Weiß 90 Neustadt (Orla) |
| -                          | Freilos                           | -:-       | FC Rot-Weiß Erfurt              |
| -                          | Freilos                           | -:-       | SC 1903 Weimar                  |
| -                          | Freilos                           | -:-       | SV SCHOTT Jena                  |
| -                          | Freilos                           | -:-       | 1. Suhler SV                    |
| -                          | Freilos                           | -:-       | BSV Eintracht Sondershausen     |
| -                          | Freilos                           | -:-       | VfB 09 Pößneck                  |
| -                          | Freilos                           | -:-       | FC Carl Zeiss Jena II           |
| -                          | Freilos                           | -:-       | ZFC Meuselwitz                  |
| -                          | Freilos                           | -:-       | 1. FC Gera 03                   |

## 2. Runde
Die 2. Runde des Thüringer Landespokals 2007/08 fand am 13., 15. und 16. September 2007 statt.
| Datum                         |                            | Ergebnis  |                                 |
| ----------------------------- | -------------------------- | --------- | ------------------------------- |
| 13. September 2007, 19:00 Uhr | Union Mühlhausen           | 0:3       | FC Carl Zeiss Jena II           |
| 15. September 2007, 14:00 Uhr | SV Empor Buttstädt         | 1:4       | FSV 04 Viernau                  |
| 15. September 2007, 14:00 Uhr | FSV Grün-Weiss Blankenhain | 4:2       | SV Blau-Weiß 90 Neustadt (Orla) |
| 15. September 2007, 14:00 Uhr | 1. Suhler SV               | 4:1       | SG Eisenach                     |
| 15. September 2007, 14:00 Uhr | SV Germania Ilmenau        | 3:1       | SV Schmölln 1913                |
| 15. September 2007, 14:00 Uhr | SV Empor Erfurt            | 0:3       | BSV Eintracht Sondershausen     |
| 15. September 2007, 14:00 Uhr | SV Motor Altenburg         | 5:4 n. E. | FSV Wacker 03 Gotha             |
| 15. September 2007, 14:00 Uhr | SC 1903 Weimar             | 0:2       | SV SCHOTT Jena                  |
| 15. September 2007, 14:30 Uhr | SV 08 Steinach             | 0:2       | ZFC Meuselwitz                  |
| 15. September 2007, 14:30 Uhr | VfL Meiningen 04           | 3:2 n. V. | FC Motor Zeulenroda             |
| 15. September 2007, 14:30 Uhr | TSV Bad Blankenburg        | 0:3       | Wacker Nordhausen               |
| 15. September 2007, 14:30 Uhr | FSV Sömmerda               | 1:4 n. V. | 1. FC Gera 03                   |
| 16. September 2007, 14:00 Uhr | SV Grün-Weiß Siemerode     | 1:0       | FC Thüringen Weida              |
| 16. September 2007, 14:00 Uhr | SG Altengottern/Welsbach   | 0:3       | FSV Ulstertal Geisa             |
| 16. September 2007, 14:30 Uhr | SG Rudisleben/Arnstadt     | 2:4       | VfB 09 Pößneck                  |
| -                             | Freilos                    | -:-       | FC Rot-Weiß Erfurt              |

## Achtelfinale
Das Achtelfinale fand am 3. und 13. Oktober 2007 statt.
| Datum                       |                            | Ergebnis |                       |
| --------------------------- | -------------------------- | -------- | --------------------- |
| 3. Oktober 2007, 14:00 Uhr  | FC Rot-Weiß Erfurt         | 1:0      | VfB 09 Pößneck        |
| 3. Oktober 2007, 14:00 Uhr  | FSV Grün-Weiss Blankenhain | 2:1      | FSV 04 Viernau        |
| 3. Oktober 2007, 14:00 Uhr  | VfL Meiningen 04           | 1:13     | 1. FC Gera 03         |
| 3. Oktober 2007, 14:00 Uhr  | 1. Suhler SV               | 1:2      | FC Carl Zeiss Jena II |
| 3. Oktober 2007, 14:00 Uhr  | SV Grün-Weiß Siemerode     | 1:2      | FSV Ulstertal Geisa   |
| 3. Oktober 2007, 14:00 Uhr  | SV SCHOTT Jena             | 2:0      | Germania Ilmenau      |
| 3. Oktober 2007, 14:00 Uhr  | Eintracht Sondershausen    | 5:1      | Wacker Nordhausen     |
| 13. Oktober 2007, 14:00 Uhr | SV Motor Altenburg         | 1:6      | ZFC Meuselwitz        |

## Viertelfinale
Die Partien des Viertelfinals fanden am 31. Oktober und 8. Dezember 2007 statt.
| Datum                       |                            | Ergebnis |                    |
| --------------------------- | -------------------------- | -------- | ------------------ |
| 31. Oktober 2007, 13:00 Uhr | FSV Ulstertal Geisa        | 0:3      | FC Rot-Weiß Erfurt |
| 31. Oktober 2007, 13:30 Uhr | FSV Grün-Weiss Blankenhain | 0:3      | SV SCHOTT Jena     |
| 31. Oktober 2007, 13:30 Uhr | Eintracht Sondershausen    | 1:5      | ZFC Meuselwitz     |
| 8. Dezember 2007, 13:00 Uhr | FC Carl Zeiss Jena II      | 2:1      | 1. FC Gera 03      |

## Halbfinale
Die Partien des Halbfinales fanden am 16. März und 1. April 2008 statt.
| Datum                    |                       | Ergebnis |                |
| ------------------------ | --------------------- | -------- | -------------- |
| 16. März 2008, 13:30 Uhr | FC Rot-Weiß Erfurt    | 5:1      | SV SCHOTT Jena |
| 1. April 2008, 17:00 Uhr | FC Carl Zeiss Jena II | 2:3      | ZFC Meuselwitz |

## Finale
Das Finale des Thüringer Landespokals fand am 13. Mai 2008 im Stadion der Freundschaft in Gera statt.
| ZFC Meuselwitz                                           | ZFC Meuselwitz | FC Rot-Weiß Erfurt | FC Rot-Weiß Erfurt |
| -------------------------------------------------------- | --- | --- | ------------------ |
| ZFC Meuselwitz                                           | \| 13. Mai 2008 um 17:30 in Gera (Stadion der Freundschaft) \| \| Ergebnis: 0:1 n. V. \| \| Zuschauer: 1.470 \| \| Schiedsrichter: Marcel Unger \|                                                                                  | \| 13. Mai 2008 um 17:30 in Gera (Stadion der Freundschaft) \| \| Ergebnis: 0:1 n. V. \| \| Zuschauer: 1.470 \| \| Schiedsrichter: Marcel Unger \| | FC Rot-Weiß Erfurt |
| ZFC Meuselwitz                                           | Oliver Dix – Martin Bronec, Petr Elias, Mirko Kotowski – Ronny Hebestreit, Sven Dimter, Sebastian Mees, Nico Scherz – Martin Bocek (106. Mirko Graf), Sebastian Miltzow, Mario Weiß (103. Patrick Hinze) Cheftrainer: Damian Halata | Dirk Orlishausen – Willy Fondja, Lars Heller, Matthias Holst, Daniel Brückner – Şamil Çinaz, Alexander Schnetzler (97. Jörn Nowak), Fabian Stenzel, Martin Hauswald (46. Denis Wolf), Thiago Rockenbach – Adam Jabiri (58. Kevin Hampf) Cheftrainer: Karsten Baumann | FC Rot-Weiß Erfurt |
| ZFC Meuselwitz                                           | 0:1 Wolf (118.) | | FC Rot-Weiß Erfurt |
| ZFC Meuselwitz                                           | Çinaz, Stenzel, Holst | | FC Rot-Weiß Erfurt |
| ZFC Meuselwitz                                           | Holst (90.) | | FC Rot-Weiß Erfurt |
| 13. Mai 2008 um 17:30 in Gera (Stadion der Freundschaft) | | |                    |
| Ergebnis: 0:1 n. V.                                      | | |                    |
| Zuschauer: 1.470                                         | | |                    |
| Schiedsrichter: Marcel Unger                             | | |                    |